# Welcome to the Heartbreak Hotel
Albums de C.C.Catch
Catch The Catch
(1986) Like a Hurricane
(1987)
Singles
Welcome To The Heartbreak Hotel est le second album de la chanteuse allemande d'Eurodance C.C.Catch, sorti le 8 décembre 1986.

## Titres
1. Heartbreak Hotel - 3:38
2. Picture Blue Eyes - 3:34
3. Tears Won't Wash Away My Heartache - 4:23
4. V.I.P (They're Callin' Me Tonight) - 3:32
5. You Can't Run Away From It - 3:16
6. Heaven And Hell - 3:44
7. Hollywood Nights - 3:15
8. Born On The Wind - 3:54
9. Wild Fire - 3:40
10. Stop Draggin' My Heart Around - 3:18